# Giancarlo De Sisti
Giancarlo De Sisti (* 13. März 1943 in Rom), genannt Picchio (zu deutsch: Specht, im römischen Dialekt Bezeichnung für einen Kreisel, weil De Sisti überall auf dem Platz aufzufinden war), ist ein ehemaliger italienischer Fußballspieler (Mittelfeld) und -trainer.

## Karriere
De Sistis Karriere begann in seiner Heimatstadt bei der AS Rom in der Serie A mit der Saison 1960/61. Nach fünf Spielzeiten (mit 87 Spielen und 13 Toren sowie dem Gewinn der Coppa Italia 1964), wechselte er 1965 zur Fiorentina.
Bei der Fiorentina erlebte er von 1965 bis 1974 den Zenit seiner Karriere. Er wurde dort Mannschaftskapitän und erzielte mit dem Gewinn der Coppa Italia 1965/66 und des Scudetto 1968/69 seine größten Erfolge. Insgesamt absolvierte er für die Fiorentina 255 Spiele in deren Verlauf er 28 Tore schoss.
Mit der Saison 1974/75 kehrte er zur Roma zurück, wo er noch 135 Spiele mit neun Toren absolvierte. Dort beendete er auch mit der Saison 1978/79 seine aktive Karriere. 
Mit der italienischen Nationalmannschaft wurde De Sisti 1968 Europameister. 1970 war er WM-Finalist und zuvor am Jahrhundertspiel, dem 4:3 n. V. gegen Deutschland gewonnenen Halbfinale, beteiligt. Insgesamt wurde er 29 mal in das Nationalteam berufen und erzielte vier Tore für die Squadra Azzurra.
Eine nach seiner aktiven Karriere eingeschlagene Trainerlaufbahn (u. a. 1980–1984 bei der Fiorentina) stand unter keinem guten Stern, sondern wurde von schweren gesundheitlichen Problemen überschattet. Aufgrund seiner Krankheit musste er auch 1984 die gute Arbeit, die er beim AC Florenz geleistet hatte, vorzeitig beenden.
Zuletzt machte De Sisti im Zusammenhang mit dem Fußballskandal 2006 in den Medien von sich reden. Seit er vor Jahren das "System Moggi" kritisiert habe, sei seine Trainerkarriere beendet gewesen und er habe keinen weiteren Job mehr bekommen, äußerte sich De Sisti gegenüber Medienvertretern.

## Erfolge

### Im Verein
- Messestädte-Pokal: 1961
- Coppa Italia: 1963/64, 1965/66
- Mitropa-Pokal: 1965/66
- Italienische Meisterschaft: 1968/69

### In der Nationalmannschaft
- Europameister: 1968
- Vize-Weltmeister: 1970